# João da Silveira
João da Silveira, aussi connu sous le nom de João da Silva, est le 1er capitaine du Ceylan portugais.
Le Royaume de Kotte n'étant pas encore disloqué, son statut de capitaine l'ordonnait de gérer les comptoirs portugais sur l'île de Ceylan, pour le commerce de la cannelle.
(João da Silveira ne doit pas être confondu avec son cousin, contemporain et homonyme, l'ambassadeur João da Silveira, qui a coïncidé avec lui pendant une période de service militaire en Inde portugaise, et a ensuite fait carrière comme envoyé du roi du Portugal en France).

## Biographie
Il était neveu du gouverneur de l'Inde portugaise, Lopo Soares de Albergaria - qui s'était rendu sur l'île de Ceylan à la fin de 1517, dans le but de construire une forteresse à Colombo, comme l'avait ordonné le roi Manuel Ier,.
João da Silveira arriva à Colombo en janvier 1518, commandant une flotte de quatre voiles, dont João Fialho, Tristão Barbuda et João Moreno étaient également capitaines. Le gouverneur Lopo Soares de Albergaria s'est dit "très content" de l'arrivée de son neveu, car il lui faisait entièrement confiance. Cette confiance lui permit de quitter Ceylan et de retourner à Cochin, comme il le souhaitait. Il a nommé au poste de capitaine de la mer António Miranda de Azevedo, qui, comme Silveira, était considéré comme « un noble avec une bonne réputation, car il y en avait beaucoup à cette époque » ; et à Colombo, il a également laissé 100 hommes dans la garnison, avec des armes, des munitions et des fournitures.
La tentative de construction d'une forteresse portugaise à Colombo s'est heurtée dès le début à l'opposition des forces militaires cinghalaises, avec le soutien du Zamorin de Calicut. Et cela malgré les garanties données à Lopo Soares de Albergaria par le roi de Kotte qu'il n'y aurait aucun obstacle à la construction du fort. Cependant, étant donné que les garanties avaient été obtenues sous la contrainte, en conséquence directe de la pression constante exercée par le gouverneur portugais sur le souverain de Kotte, il est probable que João da Silveira et sa garnison étaient bien préparés à subir des attaques.
L'offensive singhalaise contre la forteresse, avec l'appui de huit galères et de leurs équipages, arrivées de la côte de Malabar sur ordre du Zamorim de Calicut, eut lieu en juin 1518. Malgré leur infériorité numérique face à l'ennemi, les forces portugaises commandées par João da Silveira ont réussi à résister avec succès aux attaques et à la fin faire une contre-attaque surprise, qui a mis les forces ennemies en fuite. Après les combats, Silveira ordonna la construction d'un padrão avec l'inscription suivante:
« En cet endroit, 40 Portugais ont remporté la victoire sur 3 000 ennemis convoqués de cette île par les Maures ; qui ont été mis en fuite et tués. Nous devons rendre grâce à Dieu pour cette bonne fortune, qu'il serait inapproprié de louer si nous l'attribuions aux forces humaines. 20 juin 1518 ».
Le commandant des forces de Malabar, blessé au combat, rentre en Inde début septembre, tandis que le souverain de Kotte envoie ses représentants à Silveira, pour l'assurer que seul le fait qu'il a été « occupé à des affaires qui l'ont distrait » avait permis à certaines factions cinghalaises de s'engager dans le soutien aux attaques de la forteresse par les soldats venus de Malabar. João da Silveira soupçonnait que c'était le roi de Kotte lui-même qui avait demandé cette intervention militaire du Zamorim de Calicut ; cependant, « parce qu'il n'avait pas reçu d'ordre du gouverneur [de l'Inde portugaise] de rompre avec lui, il a répondu avec une grande dissimulation ».
Quelques jours plus tard, Lopo de Brito est arrivé à Colombo, avec une "nouvelle forme de gouvernement" (c'est-à-dire avec les pouvoirs formels de capitaine), accompagné de 400 hommes, dont des maçons et des charpentiers, avec pour objectif principal d'avancer dans la construction de la forteresse,.